# T19 (САУ)
105-мм самохідна гаубиця Т19 (англ. T19 Howitzer Motor Carriage) — американська самохідна артилерійська установка часів другої світової війни, класу самохідних гаубиць на напівгусеничній базі. Розроблена в 1941 році на шасі М3 з використанням 105-мм гаубиці M2A1.

## Зміст
105-мм самохідна гаубиця Т19 була створена восени 1941 року фахівцями Артилерійсько-технічного корпусу армії США в ролі перехідної самохідної артилерійської системи для нагального задоволення потреб бронетанкових дивізій у самохідній артилерії. Основною артилерійською системою послужила 105-мм гаубиця M2A1, а базою став напівгусеничний бронетранспортер M3. У січні 1942 року фірмою Diamond T Motor Car Company було розпочато серійне виробництво T19 і було завершено у квітні того ж року, з початком випуску САУ M7, яка повністю задовольняла вимогам армії.
Незважаючи на те, що T19 передбачалася лише для тимчасового використання до надходження у війська M7, напівгусенична САУ не тільки активно використовувалася для підготовки бронетанкових військ на початковому періоді, але і застосовувалася в боях. Під час боїв у Туніській кампанії в 1942—1943 роках T19 застосовувалися танковими частинами і M7 надійшли їм на заміну тільки до початку Сицилійської операції. Більша ж частина T19 використовувалася в полковій артилерії піхотних дивізій, також як тимчасова заміна до надходження на озброєння новітніх буксованих піхотних гармат M3.
T19 продовжували використовуватися в Італійській кампанії й на півдні Франції щонайменше до 1944 року.
У липні 1945 року T19 була знята з озброєння і 90 САУ, що лишалися в строю, були переобладнані на бронетранспортери M3A1.